# Александрович, Василий Иванович
Василий Иванович Александрович (1875—1914) — ротмистр Чугуевского уланского полка, герой Первой мировой войны.

## Биография
Родился 15 ноября 1875 года. Начальное образование получил в Лубенской гимназии, после чего 18 июля 1894 года был зачислен в Елисаветградское кавалерийское юнкерское училище. Выпущен 1 сентября 1897 года по 1-му разряду корнетом в 26-й драгунский Бугский полк.
Затем служил в 11-м уланском Чугуевском полку. Прошёл курс наук в Офицерской кавалерийской школе с отметкой «успешно». 1 сентября 1901 года произведён в поручики, 1 сентября 1905 года — в штабс-ротмистры и 1 сентября 1909 года получил чин ротмистра. В 1907 году был награждён орденом Святого Станислава 3-й степени.
Состоя в Чугуевском уланском полку Александрович в 1914 году выступил на фронт Первой мировой войны. Погиб в бою 11 августа 1914 года.
Высочайшим приказом от 19 мая 1915 года Александрович посмертно был награждён орденом Святого Георгия 4-й степени
За то, что 11 августа 1914 года в бою под Камионкою-Струмиловой, во главе своего эскадрона, в конном строю, под сильным ружейным огнём атаковал спешившихся велосипедистов и обратил их в бегство. Своей смертью запечатлел свой подвиг.